# Frauen waren sein Hobby
Frauen waren sein Hobby (The Man Who Loved Women) ist eine US-amerikanische Filmkomödie von Blake Edwards aus dem Jahr 1983. Sie ist eine Neuverfilmung der Komödie Der Mann, der die Frauen liebte von François Truffaut aus dem Jahr 1977.

## Handlung
Der Bildhauer David Fowler hat zahlreiche Affären. Er hält sich für besessen und sucht Hilfe bei der Psychiaterin Marianna. Später stirbt er bei einem Unfall.
Marianna erzählt in Rückblenden von Fowlers Leben. Eine der Geliebten sucht er in einem Fitnessstudio auf, wo er sich duckt, um unerkannt zu bleiben. Doch gerade dadurch erregt er Aufmerksamkeit.
Fowler lernt in Texas am Rande der Eröffnung einer Kunstausstellung Louise Carr, die Ehefrau eines Ölmillionärs, kennen. Sie liebt das Risiko, fährt mit Fowler in ihre Wohnung im benachbarten Hochhaus und verführt ihn. Ihr eifersüchtiger Ehemann findet seine Frau und Fowler vor, als sie durch zwei einige Meter entfernte Fenster den Ausblick bewundern.
Ein anderes Mal habe der Ehemann Fowler beinahe erwischt, als der sich in einem Wandschrank versteckt hat. Dort beschmiert er sich mit Leim, der kleine Hund der Carrs bleibt an Fowlers Hand kleben. Also fährt er mit dem an der Hand baumelnden Hund nach Hause.

## Kritiken
Vincent Canby schrieb in der New York Times vom 16. Dezember 1983, dass die Filmautoren sich erfolgreich auf dünnem Eis bewegen würden. Er lobte die Darstellungen von Burt Reynolds, Kim Basinger und Julie Andrews. Die Komödie sei nicht eine der besten Komödien von Blake Edwards, aber sie biete witzige Dialogteile und Szenen.
Roger Ebert schrieb in der Chicago Sun-Times vom 20. Dezember 1983, dass der Film traurig, unehrlich und unaufrichtig sei. Der in Texas spielende Teil sei witzig; Ebert lobte die Darstellung von Kim Basinger. Der Film zeichne aber im Grunde das Porträt eines einsamen Mannes.
Das Lexikon des internationalen Films bezeichnet den Film als „flauen Aufguss“ der Komödie von Truffaut. Die Leistungen der Darsteller seien eher „mäßig“.

## Hintergrund
Der Film wurde in Kalifornien und in Texas gedreht. In einer Nebenrolle ist auch Marcheline Bertrand zu sehen.